# Vasa vasorum
Vasa vasorum (del latín vasa: vasos, y vasorum: de los vasos, es decir vasos de los vasos) es una red de pequeños vasos sanguíneos que constituyen las paredes de otros vasos sanguíneos de mayor diámetro, como las arterias elásticas (aorta) y las venas grandes (venas cavas).

## Estructura
Mediante estudios de tomografía microcomputada tridimensional (3D Micro-CT) en arterias porcinas y humanas de diferentes capas vasculares se han determinado tres tipos de vasa vasorum: 
- Vasa vasorum internae, que surgen directamente del lumen principal de la arteria. Luego se ramifican dentro de la pared del vaso.
- Vasa vasorum externae, originados en ramas de la arteria principal y luego se reintroducen en las paredes de vasos de esta arteria.
- Vasa vasorae venarum, que emergen en el interior de la pared del vaso de la arteria pero luego drenan en el lumen principal o en ramas de venas concurrentes.[1] Según sea el tipo de vasa vasorum, penetra la pared del vaso a partir del estrato interior (vasa vasorum internae) o de la capa adventicia (vasa vasorum externae). Debido a presiones radiales y circulares más altas dentro de los estratos de las paredes de los vasos más cercanos al lumen principal de la arteria, los vasa vasorum externae no pueden irrigar estas regiones de la pared de los vasos (presión oclusiva).

La estructura de los vasa vasorum varía según el tamaño, la función y la ubicación de los vasos. Si los diámetros de las células de los tejidos no fueran de la finura de un capilar, fenecerían las células. Los vasa vasorum penetran las capas exterior (túnica adventicia) y medial (túnica media) casi hasta alcanzar el estrato interior (túnica íntima) de los vasos más grandes. En vasos menores penetran solamente hasta la capa externa. En los de menor tamaño, su propia circulación nutre directamente a las paredes. Carecen de vasa vasorum.
Esta diminuta red de vasos sanguíneos es más abundante en venas que en arterias. Algunos autores prestigiosos suponen que, a medida que las  presiones parcial de oxígeno y osmótica son inferiores en las venas, los vasa vasorum son más abundantes en venas grandes. Para abastecimiento suficiente de los vasos, ello necesitaría mayor cantidad de vasa vasorum. Inversamente, conforme el flujo sanguíneo transcurre a una presión más alta, por lo general las paredes arteriales son más gruesas y más musculosas que las venas. Esto implica que se necesitaría más tiempo para que algo de oxígeno se difunda a través de las células en las túnicas adventicia y media, lo cual demandaría mayor extensión de vasa vasorum.

## Funciones
Los vasa vasorum se encuentran en venas grandes y en arterias tales como la aorta y sus derivaciones. Las funciones de aquellos pequeños vasos consisten en provisión de sangre y de nutrimentos para la túnica adventicia y partes exteriores de la túnica media de vasos grandes.

## Importancia clínica
- Un segmento interesante es que, en la aorta descendente humana, en el nivel de las arterias renales, los vasa vasorum cesan el suministro de sangre oxigenada a las paredes arteriales.[4] Como consecuencia, abajo de este segmento, para sus necesidades metabólicas, la aorta depende de difusión, lo cual demanda finura diametral. Esto propicia mayor probabilidad de aneurismo aórtico en esa ubicación, especialmente si existen placas ateroscleróticas. En perros y otras especies, bajo su vasculatura renal sí existen vasa vasorum. En ese sitio los aneurismas son mucho menos probables. Los vasos sanguíneos cerebrales carecen de vasa vasorum, pero contienen rete vasorum, cuyas funciones son similares a las de aquellos diminutos ductos.[5]

- Existe una relación entre cambios en los vasa vasorum y el desarrollo de placas ateromatosas. No está claro si, especialmente en cuanto a existencia y carencia, los vasa vasorum sean causa o efecto de procesos patológicos.[6]

- Vasos pequeños como los vasa vasorum y vasa nervorum son particularmente susceptibles a compresión mecánica externa.[7] Por lo tanto están implicados en patogénesis de enfermedades vasculares periféricas y neurológicas.

- Una vulneración en vasa vasorum en estratos de la túnica media de la aorta puede iniciar una serie de eventos patológicos que causen disección aórtica.[3]

- La existencia de vasos colaterales en espiral en vasa vasorum constituye una característica de la enfermedad de Buerger, lo cual la distingue del fenómeno de Raynaud.[8]

- Células T cercanas a vasa vasorum están implicadas en procesos patogénicos de arteritis de células gigantes.[9]

- Inflamación y subsecuente destrucción de los vasa vasorum son causas de aortitis sifilítica en sífilis terciaria.
- Endarteritis obliterante de los vasa vasorum provoca isquemia y debilitamiento de la túnica adventicia aórtica. Esto puede generar aneurisma en la aorta torácica.